# Parathelypteris glanduligera
Parathelypteris glanduligera är en kärrbräkenväxtart som först beskrevs av Kze., och fick sitt nu gällande namn av Ren-Chang Ching. Parathelypteris glanduligera ingår i släktet Parathelypteris och familjen Thelypteridaceae. Utöver nominatformen finns också underarten P. g. puberula.

## Bildgalleri

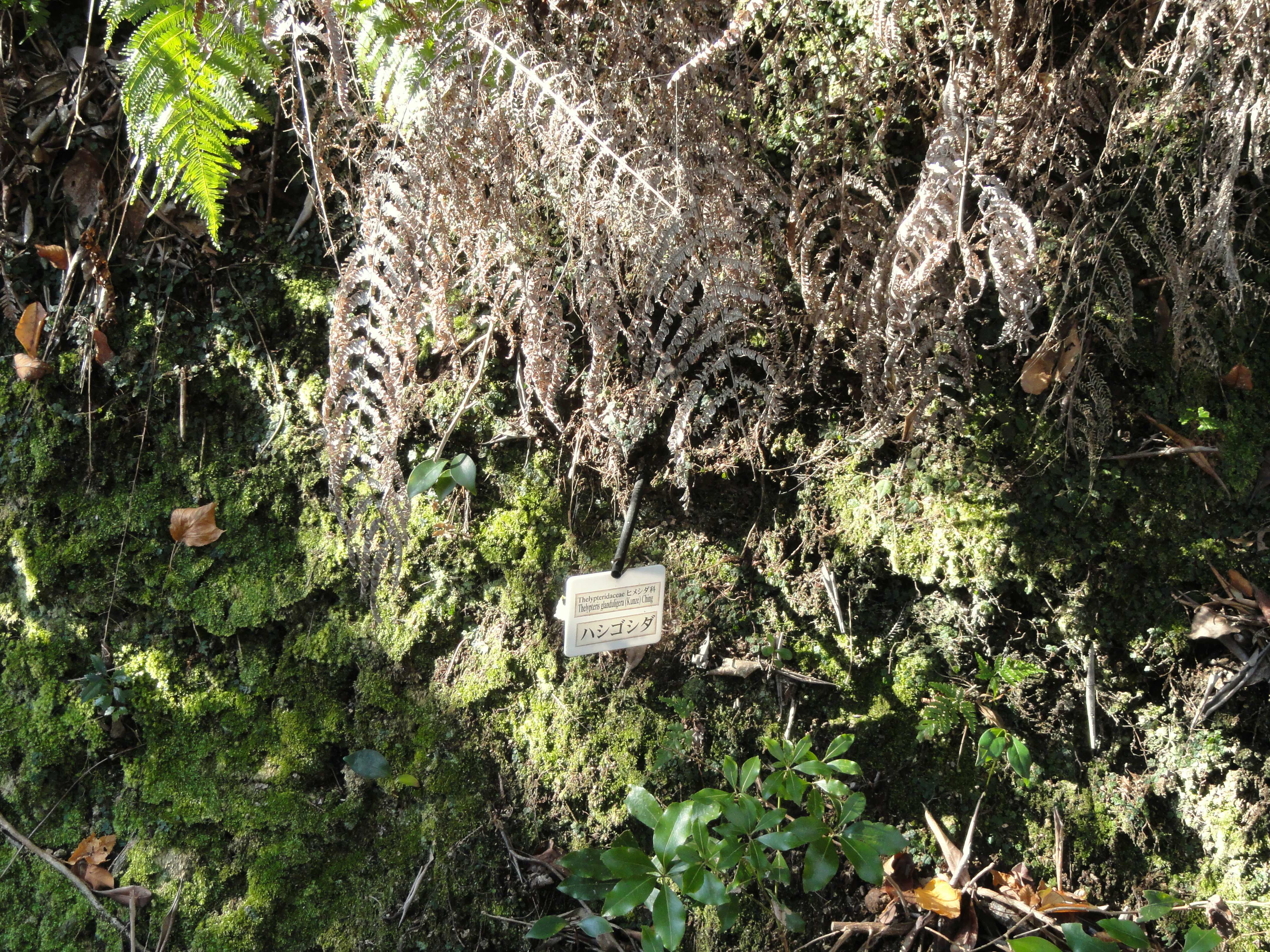